# Tahitigardenia
Tahitigardenia (Gardenia taitensis) är en art i familjen måreväxter från västra Polynesien. Kan odlas som krukväxt i Sverige. Det vetenskapliga artnamnet betyder "från Tahiti" och man ser ofta den alternativa stavningen taitensis. Arten hittades första gången av européer på Tahiti, men som införd och är inte ursprunglig där.

## Synonymer
- Gardenia taitensis f. genuina Reinecke
- Gardenia taitensis f. minor Reinecke nom. inval.